# The Tarnished Angels
The Tarnished Angels is een Amerikaanse dramafilm uit 1957 onder regie van Douglas Sirk. Het scenario is gebaseerd op de roman Pylon (1935) van de Amerikaanse auteur William Faulkner. Destijds werd de film in Nederland uitgebracht onder de titel Carnaval des doods.

## Verhaal
Tijdens de Grote Depressie moet verslaggever Burke Devlin een reportage maken over een vliegshow. Hij raakt gefascineerd door de roekeloze levensstijl van stuntpiloten en maakt contact met een pilotengezelschap. Dat gezelschap bestaat uit de stuntpiloot Roger Shumann, diens aantrekkelijke vrouw LaVerne, hun zoontje Jack en de werktuigkundige Jiggs. Burke wordt spoedig verliefd op LaVerne. Tijdens een botsing raakt het vliegtuig van Roger beschadigd. Hij wordt daardoor ongenietbaar en hij behandelt zijn gezin slecht.

## Rolverdeling
| Acteur             | Personage       |
| ------------------ | --------------- |
| Rock Hudson        | Burke Devlin    |
| Robert Stack       | Roger Shumann   |
| Dorothy Malone     | LaVerne Shumann |
| Jack Carson        | Jiggs           |
| Robert Middleton   | Matt Ord        |
| Alan Reed          | Kolonel Fineman |
| Alexander Lockwood | Sam Hagood      |
| Christopher Olsen  | Jack Shumann    |
| Robert J. Wilke    | Hank            |
| Troy Donahue       | Frank Burnham   |
| William Schallert  | Ted Baker       |
| Betty Utey         | Dansend meisje  |
| Phil Harvey        | Telegrafist     |
| Steve Drexel       | Jongeman        |
| Eugene Borden      | Claude Mollet   |